# Первое переименование улиц Челябинска

Революционная идеология требовала соответствующих названий

Первое переименование улиц Челябинска — самый ранний акт массового централизованного изменения урбанонимов Челябинска за всю его историю от основания в 1736 году. Данное переименование, произошедшее после захвата власти в городе большевиками, установило названия, подавляющее большинство которых несло в себе идеологический смысл и не было политически и идейно нейтрально, в отличие от большинства предшествующих им (за исключение церковных названий улиц — остальные были анидеологичны). В основном названия улицам давались в честь погибших челябинских революционных деятелей, социалистических, большевистских идеологов, явлений, праздников, организаций, а также лиц и событий, оцениваемых с точки зрения установившегося режима как положительные.
Также, переименованию улицы Челябинска подвергались в 1930-е и 1950-е годы.

## Постановление о переименовании улиц
1 мая 1920 года исполкомом Челябинского горсовета было издано постановление, которое гласило:

Поручить горкоммунальному хозяйству позаботиться об изготовлении в срочном порядке вывесок на углы улиц и номеров для домов и по изготовлению их издать приказ, что улицы переименовываются согласно прилагаемым названиям.
Заречный район
1. Улица Преображенская переименовывается в улицу 1 Мая;
2. Улица Уральская-Св. Троицкая в улицу Красный Урал;
3. Улица Семеновская-Знаменская в улицу Работниц;
4. Улица Долгая в улицу Красного фронта;
5. Св. Троицкая площадь — Красного Октября;
Железнодорожный район
6.  Улица Офицерская переименовывается в улицу Колющенко;
7.  Улица Таможенная в улицу Борьбы;
8.  Улицы Кладбищенская в улицу Возмездия;
9.  Улица Клубная в улицу Ленина;
10. Улица Малая Церковная в улицу Победы;
11. Улица Большая Церковная в улицу Красной молодежи;
12. Площадь у каланчи в площадь Восставших;
Городской район
13. Улица Садово-Болотная в ул. Красная;
14. Александровская площадь в Алое поле;
15. Улица Оренбургская в ул. Васенко;
16. Азиатская в ул. Елькина;
17. Уфимская-Екатеринбургская, начиная от вокзала и кончая Екатеринбургским трактом, в ул. Рабоче-Крестьянская;
18. Большая в ул. Цвиллинга;
19. Никольская в ул. Советская;
20. Ключевская-Ахматовская в ул. Свободы;
21. Солдатская-Ильинская в ул. Красноармейская;
22. Казарменная площадь в площадь Памяти павших;
23. Казарменная в ул. Всеобуча;
24. Черногорская в ул. Сони Кривой;
25. Сербская, Южный Бульвар в ул. Спартака;
26. Южная площадь в площадь Революции;
27. Скобелевская-Степная в ул. Коммуны;
28. Михайловская-Исетская в ул. К. Маркса;
29. Ивановская-Сибирская в ул. Труда.
— Постановление Исполнительного комитета Городского совета Челябинска

## Сегодняшние названия
Улица Красный Урал сейчас является частью улицы Братьев Кашириных. Ныне существующая улица Красного Урала никак не соотносится с улицей Красный Урал, проходившей рядом со Свято-Троицкой церковью. У этой же церкви располагалась Троицкая площадь, переименованная в площадь Красного Октября, впоследствии которая была занята постройками и фактически перестала существовать. Улица Работниц сохранила до сих пор название, приобретённое в 1920 году, как и улицы Коммуны, Карла Маркса, Труда, Сони Кривой, Красноармейская, Свободы, Советская, Цвиллинга, Елькина, Васенко, Красная и Борьбы, а также площади Революции и Алое поле.
Как и площадь Красного Октября, площадь Восставших никогда больше официально не переименовывалась, но была застроена. Раньше на ней располагался кинотеатр (ул. Цвиллинга, 81). Улица Клубная, названная в процессе Первого переименования в честь Ленина, сейчас является частью улицы Свободы, а раньше проходила от улицы Спартака в сторону вокзала, тогда как Свободы — от Спартака к Миассу. Улица Спартака теперь называется проспектом Ленина. Улица Рабоче-Крестьянская стала улицами Кирова и Цвиллинга (от пр. Ленина до Привокзальной площади). Площадь Памяти павших именуется сейчас площадью Павших Революционеров.